# Vorma
Vorma er en elv som går fra søen Mjøsa ved Minnesund, gennem Eidsvoll til den løber sammen med Glomma 30 kilometer længere mod syd  ved Vormsund.
I Vorma, ved Fenstad, ligger Svanfossen hvorfra vandstanden i Mjøsa reguleres. Svanfoss sluse gør Vorma sejlbar for småbåde fra Rånåsfoss og Funnefoss i Glomma til Fåberg nord for Lillehammer.
60°08′40″N 11°27′45″Ø / 60.1444°N 11.4625°Ø